# Bascous
Bascous település Franciaországban, Gers megyében. Lakosainak száma 171 fő (2022. január 1.). Bascous Dému, Eauze, Espas, Manciet és Noulens községekkel határos.

## Népesség
A település népességének változása:
| Lakosok száma | 159  | 148  | 144  | 136  | 173  | 175  | 170  | 169  | 172  | 171  |
|               | 1968 | 1982 | 1990 | 2006 | 2013 | 2015 | 2017 | 2019 | 2020 | 2022 |